# Rhagoletis zoqui
Rhagoletis zoqui
 es una especie de insecto del género Rhagoletis, familia Tephritidae, orden Diptera. Bush la describió científicamente en 1966.
Se encuentra en América Central.